# Queen Creek
Queen Creek est une ville dans le comté de Maricopa, en Arizona, aux États-Unis.

## Démographie
En 2010, sa population était de 26 361 habitants pour une densité de 395 hab/km2.
| 1980  | 1990  | 2000  | 2010   | - | - |
| ----- | ----- | ----- | ------ | - | - |
| 1 378 | 2 667 | 4 316 | 26 361 | - | - |